# Centronia insignis
Centronia insignis är en tvåhjärtbladig växtart som först beskrevs av Charles Victor Naudin, och fick sitt nu gällande namn av José Jéronimo Triana. Centronia insignis ingår i släktet Centronia och familjen Melastomataceae. Inga underarter finns listade i Catalogue of Life.